# Jezioro Radziszewskie
Jezioro Radziszewskie – jezioro w woj. wielkopolskim, w powiecie międzychodzkim, w gminie Chrzypsko Wielkie, leżące na terenie Pojezierza Poznańskiego.

## Dane morfometryczne
Powierzchnia zwierciadła wody według różnych źródeł wynosi od 37,5 ha przez 40,0 ha do 40,7 ha.
Zwierciadło wody położone jest na wysokości 43,0 m n.p.m. lub 44,9 m n.p.m. Średnia głębokość jeziora wynosi 3,5 m, natomiast głębokość maksymalna 9,2 m lub 10,5 m.
W oparciu o badania przeprowadzone w 2004 roku wody jeziora zaliczono do III klasy czystości i III kategorii podatności na degradację.